# Margarete von Bukovics
Margarete von Bukovics (14 de marzo de 1892 - 28 de febrero de 1970) fue una actriz teatral austriaca.

## Biografía

### Carrera
Su verdadero nombre era Margarete Geiringer, aunque también fue conocida como Grete von Bukovics. Nacida en Viena, Austria, su padre era el escritor musical Gustav Geiringer (1856–1946), y su madre la actriz teatral Christine von Bukovics (1867–1937). Era la hermana mayor de la actriz Adrienne Gessner. En los años 1911–13 las hermanas tuvieron la oportunidad de conocer al tenor Enrico Caruso, que había sido invitado a la casa por su padre durante las actuaciones del cantante en Viena.
Margarete von Bukovics recibió pronto clases privadas de actuación y de canto, aunque su voz no le permitía desarrollar una carrera como cantante teatral. Ella eligió como su nombre artístico Bukovics, el apellido de soltera de su madre. En 1911 fue contratada como actriz en el Teatro de la Ciudad de Brno, debutando en septiembre con la obra de Hermann Bahr Die Kinder. En la temporada 1911/12 encarnó a Wendla en la tragedia Despertar de Primavera, de Frank Wedekind.
A partir de 1912 fue miembro permanente del elenco del Volkstheater de Viena. Debutó allí en junio de 1912. Se especializó en la interpretación de mujeres ingenuas y sentimentales, personajes „más amargos que dulces“. La actriz dominó un amplio repertorio que incluía clásicos (Shakespeare, Gotthold Ephraim Lessing, Heinrich von Kleist), piezas modernas de Arthur Schnitzler y Henrik Ibsen), así como numerosas comedias y farsas. Fue Franziska en Minna von Barnhelm (de Gotthold Ephraim Lessing), Thecla en Das Mädl aus der Vorstadt (de Johann Nestroy, temporadas 1911/12 y 1912/13), actuó en Käthchen von Heilbronn (de Heinrich von Kleist, temporada 1913/14), fue Katharina en Der Ruf des Lebens (de Schnitzler, temporada 1914/15), Betty von Hohenegg en Im bunten Rock (de Franz von Schönthan, temporada 1914/15), Elise en El avaro (de Molière, 1916/17) y Bianca en La fierecilla domada (de Shakespeare, 1916/17, acompañando a Carl Goetz). También trabajó en las obras Alt-Heidelberg (de Wilhelm Meyer-Förster) y El pato silvestre (de Ibsen), así como en piezas de Ferenc Molnár (Elsa en Der Teufel en 1916/17), Hermann Bahr (Der Star, 1913/14), Hermann Sudermann (Blumenboot) y en varias obras de Hans Müller-Einigen (hermano del escritor Ernst Lothar) como Gesinnung y Der reizende Adrian.
En la temporada 1913/14 fue actriz invitada en el Teatro Estatal de Praga. También actuó como invitada en 1916/17 en el Stadttheater Baden. En 1918/19 actuó en el Wiener Kammerspiele como Anna en la comedia Die Kinder, de Hermann Bahr. En abril de 1920 fue nuevamente actriz invitada, esta vez en el Apollo-Theater de Viena. En 1921/22 actuó en el Deutsches Theater de Berlín, con el papel de Bianca en la pieza de Schnitzler Anatol, compartiendo escenario con Anton Edthofer y Hermann Thimig.
En el otoño de 1923 Margarete volvió a Viena. Actuó por vez primera en el Raimundtheater junto a Leopoldine Konstantin en el estreno de la pieza de Molnár Fasching. Con esa producción actuó también como invitada en noviembre de 1923 en el Schauspielhaus de Graz, y en marzo de 1924 trabajó en el Komödienhaus Wien. En mayo de 1924 fue al vienés Volkstheater para actuar como invitada con el papel de Thea en la pieza teatral de Sudermann Blumenboot. En 1924/25 actuó en el Neuen Wiener Bühne y en el Modernen Theater Wien. La temporada 1926/27 la vio actuar en el Modernen Theaters Wien y también en una gita teatral por Linz y Baden bei Wien. En la siguiente temporada fue actriz del Teatro de Bielsko-Biała. Con motivo del 40 aniversario del Volkstheater de Viena, Margarete von Bukovics fue invitada, junto a su madre y a otros artistas, en noviembre de 1929 a actuar en la obra de Johann Nestroy Der Verschwender. En 1932/33 trabajó en el Theater in der Josefstadt bajo la dirección de Otto Preminger y junto a su hermana Adrienne Gessner en la obra Eine himmlische Frau, de Johann von Vásáry. En la siguiente temporada fue Frau Dufin en Eine Frau lügt, de Ladislas Fodor. En 1936 participó en el Theater in der Josefstadt en el estreno austriaco de Der erste Frühlingstag, obra de Dodie Smith.
Tras el final de la Segunda Guerra Mundial, Margarete von Bukovics siguió actuando, por lo general con el nombre de Grete Bukovics, como invitada en el Theater in der Josefstadt (en 1946/47 en Einmal im Leben, de William Saroyan; en 1952/53 en Aufruhr im Damenstift, de Axel Breidahl), el Volkstheater de Viena (1949, Pigmalión, de Bernard Shaw) y en el Wiener Bürgertheater (1951/52 en Frauen in New York, de Clare Boothe Luce). En 1946/47, en el Theater in der Josefstadt fue Madame de Sotenville en la comedia de Molière George Dandin. En el Neuen Schauspielhaus Meidling actuó en 1947/48 en la pieza de Valentín Katáyev Ein Ruhetag. En agosto de 1950 actuó en el Bregenzer Festspiele con el papel de Anne-Marie en Casa de muñecas, de Henrik Ibsen. En 1955 fue Amy en el Theater in der Josefstadt en la obra Kean (Alejandro Dumas/Jean-Paul Sartre). En 1956/57 encarnó a Anna Semjonowna en Un mes en el campo, de Iván Turguénev. Además, en los años 1950 también actuó en el Kleinen Theater im Konzerthaus (1954/55, en la pieza de John Van Druten Der vergessene Himmel, con Paul Barnay) y en el Theater der Courage.
Bajo el nombre de Grete Bukovics fue actriz en dos películas mudas dirigidas por Edmund Loewe: Don Juan (1919) y Elixiere des Teufels (1920). Hacia el final de su carrera, trabajó ocasionalmente para la televisión austriaca (ORF).
Bukovics también participó en algunas producciones radiofónicas emitidas en los años 1930.

### Vida privada
Margarete von Bukovics se casó en febrero de 1919 con el actor austriaco Anton Edthofer. Fue el segundo matrimonio de Edthofer. A principios de los años 1920 ella se fue con su marido a Berlín, cuando Edthofer fue contratado para actuar en el Deutsche Schauspielhaus. En Berlín ella siguió actuando, aunque se encontró con una gran competencia para conseguir los papeles. El matrimonio se divorció en el año 1924, y en junio de 1925 Edthofer volvió a casarse. Edthofer y von Bukovics mantuvieron una relación amistosa tras su divorcio.
Entre noviembre de 1944 y abril de 1945, Margarete von Bukovics permaneció detenida por la Gestapo en la cárcel de Landesgerichtsstraße por sus comentarios en contra de los militares, siendo liberada de la prisión por la invasión del Ejército Rojo. Según las declaraciones de su hermana Adrienne Gessner, Margarete von Bukovics habría sido encarcelada en Rossauer Kaserne, de donde habría escapado junto a otra víctima poco antes de la rendición.

## Filmografía
- 1919 : Don Juan[46]
- 1920 : Elixiere des Teufels
- 1938 : Die unruhigen Mädchen
- 1968 : Der Tod des Junggesellen[47] (telefilm)
- 1969 : Leni (telefilm)